# Halowe Mistrzostwa Świata w Lekkoatletyce 1995 – bieg na 1500 m kobiet
Bieg na 1500 m kobiet – jedna z konkurencji rozgrywanych podczas halowych mistrzostw świata w lekkoatletyce w 1995, zmagania w niej odbyły się 12 marca.
Do konkursu zgłoszonych zostało 12 zawodniczek z 10 państw.
Zawody w tej konkurencji wygrała reprezentantka Stanów Zjednoczonych Regina Jacobs. Drugą pozycję zajęła zawodniczka z Portugalii Carla Sacramento, trzecią zaś reprezentująca Hiszpanię Maite Zúñiga.
Reprezentantce Rosji Lubow Kriemlowej anulowano wyniki (jak również odebrano brązowy medal) po tym, jak u niej udowodniono stosowanie dopingu. W tych samych okolicznościach została zdyskwalifikowana też Rumunka Violeta Beclea, której anulowano 4. miejsce zajęte w zmaganiach.

## Wyniki
| Miejsce | Zawodniczka         | Państwo           | Wynik   | Uwagi |
| ------- | ------------------- | ----------------- | ------- | ----- |
| 01 !    | Regina Jacobs       | Stany Zjednoczone | 4:12,61 | PB    |
| 02 !    | Carla Sacramento    | Portugalia        | 4:13,02 |       |
| 03 !    | Maite Zúñiga        | Hiszpania         | 4:16,63 |       |
| 4.      | Kristen Seabury     | Stany Zjednoczone | 4:16,77 | PB    |
| 5.      | Yvonne van der Kolk | Holandia          | 4:17,00 |       |
| 6.      | Paula Schnurr       | Kanada            | 4:19,26 |       |
| 7.      | Lynn Gibson         | Wielka Brytania   | 4:20,85 |       |
| 8.      | Carmen Arrúa        | Argentyna         | 4:31,15 |       |
| 9.      | Lilian López        | Paragwaj          | 5:05,10 |       |
| –       | Marina Bastos       | Portugalia        | DNS     |       |
| –       | Lubow Kriemlowa     | Rosja             | 4:13,19 |       |
| –       | Violeta Beclea      | Rumunia           | 4:16,32 |       |